# Nyári Dia
Nyári Dia (született Nyári Diána, asszonynevén Kovács-Nyári Diána, Győr, 1994. május 8. –) magyar színésznő.

## Magánélete
A színésznő és férje, Kovács Dániel 2016-ban ismerkedtek meg egymással. Az MTVA sportriportere egy év után, 2017-ben kérte meg kezét Párizsban, majd egy év kapcsolat után döntöttek úgy, hogy gyermeket vállalnak. 2018. július 16-án született meg első közös gyermekük Zétény.  2020-ban gyermekük születésnapján mondták ki a boldogító igent a Wedding Woodban. 2025-ben fogadtak örökbe egy kiskutyát a Fogd a Mancsom Alapítványtól.

## Színházi szerepei
- A NŐ, akit senki nem ismer (Szente Vajk: Aranylakodalom)
- Candela (Nők az idegösszeomlás szélén, Móricz Zsigmond Színház)
- Marilyn Monroe (Ki vagy Marilyn? - Nyári Dia előadása, Móricz Zsigmond Színház)
- Viktória (Anconai szerelmesek, Klauzál Gábor Művelődési Központ)
- Frufru, Zsilett húga (Hotel Menthol, Cervis Teátrum)
- Dzsenifer- Brigitta barátnője (Albérlők, Csernai Pál Művelődési Ház)
- Brigitte 2 (Hatan pizsamában, Játékszín)
- Második fiatalasszony (Federico Garcia Lorca: Yerma, Szolnoki Szigligeti Színház)
- Sharon Lake; Gina; Vanessa; Diszkós lány; Intellektuális lány; Barbara (Játszd újra, Sam!, Móricz Zsigmond Színház, Krúdy Kamaraszínpad)

## Sorozatszerepei
- Holman Hanna (Barátok közt, 2010–2018)[7]
- Hotel Margaret (2022)[8]
- Juli (A mi kis falunk) (2024–2025)[9]
- Rebeka (Drága örökösök, 2019, 2023–2024)[10]
- Katja (Godmother) (2022)[7]

### Reality-műsorok[10]
- Sztárbox (2023)
- Ébredj velünk (2021)
- Vacsorakirály (2020)
- A Konyhafőnök VIP (2017)
- Celeb vagyok, ments ki innen! (2008)